# Transtorno de personalidade passivo-agressiva
A versão atual do Manual Diagnóstico e Estatístico de Transtornos Mentais não usa mais este rótulo, e não é um dos dez transtornos de personalidade específicos listados. A edição anterior, na revisão IV (DSM-IV), descreve o transtorno de personalidade passivo-agressivo como um transtorno proposto envolvendo um "padrão difuso de atitudes negativistas e resistência passiva às demandas por desempenho adequado" numa variedade de contextos.:734-735
O comportamento passivo-agressivo é o sintoma obrigatório do transtorno de personalidade passivo-agressivo. Pessoas com o transtorno são caracterizadas por procrastinação, obstrucionismo encoberto, ineficiência e teimosia.

## Causas
O transtorno passivo-agressivo pode originar-se devido a um estímulo infantil específico (por exemplo, pais viciados em álcool/drogas, bullying, abuso) num ambiente onde não era seguro expressar frustração ou raiva. Famílias em que a expressão honesta de sentimentos é proibida tendem a ensinar às crianças a reprimir e a negar os seus sentimentos e a usar outros meios para expressar sua frustração. Por exemplo, se punições físicas e psicológicas forem aplicadas a crianças que expressem raiva, estas tendem a comportar-se de forma passivo-agressiva.
Crianças que escondem a hostilidade podem ter dificuldade em ser assertivas, nunca desenvolvendo melhores estratégias de enfrentamento ou habilidades de auto-expressão. Elas podem tornar-se adultos que, sob um "verniz sedutor", nutrem "intenções vingativas", nas palavras de Timothy F. Murphy e Loriann Oberlin. Alternativamente, os indivíduos podem simplesmente ter dificuldade em ser tão diretamente agressivos ou assertivos quanto os outros. Martin Kantor sugere três áreas que contribuem para a raiva passivo-agressiva em indivíduos: conflitos sobre dependência, controle e competição, e caso o indivíduo seja visto como passivo-agressivo por se comportar de tal forma com certas pessoas na maioria das ocasiões.
Murphy e Oberlin também vêem a passivo-agressividade como parte de um guarda-chuva maior de raiva ocultada, originada de dez características da criança ou do adulto com raiva. Essas características incluem criar sua própria miséria, a incapacidade de analisar problemas, culpar os outros, transformar outros sentimentos negativos em raiva, atacar pessoas, falta de empatia, usar a raiva para obter poder, confundir a raiva com auto-estima e entregar-se a conversas consigo mesmo negativas. Por fim, os autores ressaltam que aqueles que escondem a sua raiva são capazes de ser simpáticos se assim o desejam.

## Diagnóstico

### Manual Diagnóstico e Estatístico
Com a publicação do DSM-5, esse rótulo foi amplamente desconsiderado. O rótulo diagnóstico do DSM-5 equivalente seria “Outro transtorno específico de personalidade e transtorno de personalidade não especificado”, já que o indivíduo pode atender aos critérios gerais para um transtorno de personalidade, mas não atender aos critérios diagnósticos baseados em traços para nenhum transtorno de personalidade específico (p645).
O transtorno de personalidade passivo-agressivo foi listado como um transtorno de personalidade do Eixo II no DSM-III-R, mas foi transferido do DSM-IV para o Apêndice B ("Conjuntos de critérios e eixos fornecidos para estudo posterior") devido à controvérsia e à necessidade para pesquisas adicionais sobre como também categorizar os comportamentos numa edição futura. De acordo com o DSM-IV, pessoas com o transtorno de personalidade passivo-agressiva são "frequentemente ambivalentes, oscilando indecisamente de um curso de ação para o oposto. Elas podem adotar um comportamento errático que causa disputas intermináveis consigo mesmas e os outros. A característica dessas pessoas é um "conflito intenso entre a dependência de outras pessoas e o desejo de auto-afirmação". Embora exibam bravatas superficiais, a sua autoconfiança costuma ser muito fraca e os outros reagem a esta com hostilidade e negativismo. Esse diagnóstico não é feito se o comportamento é exibido durante um episódio depressivo maior ou devido a um transtorno distímico.

### CID-10
A 10ª revisão da Classificação Internacional de Doenças (CID-10) da Organização Mundial da Saúde (OMS) inclui o transtorno de personalidade passivo-agressivo na rubrica "outros transtornos de personalidade específicos" (descrição: "um transtorno de personalidade que não se encaixa em nenhum dos aspectos específicos das rubricas: F60.0 – F60.7 "). O código CID-10 para "outros transtornos de personalidade específicos" é F60.8. Para este diagnóstico psiquiátrico, uma condição deve atender aos critérios gerais para um transtorno de personalidade listados em F60 nas descrições clínicas e diretrizes de diagnóstico.
Os critérios gerais para um transtorno de personalidade incluem comportamento e atitudes marcadamente desarmónicos (envolvendo áreas de funcionamento como afetividade - capacidade de experienciar afetos: emoções ou sentimentos, envolvendo formas de perceber e pensar, controle de impulso, excitação, estilo de se relacionar com os outros), padrão de comportamento anormal (duradouro, de longa data), sofrimento pessoal, sendo que o padrão de comportamento anormal deve ser claramente maladaptativo e generalizado.  O transtorno de personalidade deve aparecer durante a infância ou adolescência e continuar na idade adulta.
Os critérios diagnósticos específicos do transtorno de personalidade passivo-agressivo nos "Critérios de diagnóstico para pesquisa" da OMS não são apresentados.

### Subtipos de Millon
O psicólogo Theodore Millon propôs quatro subtipos de 'negativismo' ('passivo-agressividade'). Qualquer negativista pode exibir nenhum ou um dos seguintes:
| Subtipo                  | Descrição                                            | Traços de personalidade |
| ------------------------ | ---------------------------------------------------- | --- |
| Negativista vacilante    | Incluindo características limítrofes                 | As emoções flutuam de maneiras confusa, perplexa e enigmática; difícil de entender ou compreender os humores caprichosos e mistificadores; oscila, em fluxo e irresoluto de forma tanto subjetiva quanto intrapsiquicamente.                     |
| Negativista descontente  | Incluindo características depressivas                | Resmungão, mesquinho, irritadiço, amargo, queixoso, e mal-humorado; reclamações fingidas; evita o confronto; usa reclamações legítimas, mas triviais.                                                                                            |
| Negativista circunscrito | Incluindo características antissociais e dependentes | Oposição exibida de maneira indireta, labiríntica e ambígua nas formas de, por exemplo, procrastinação, demora, esquecimento, ineficiência, negligência, teimosia; expressão indireta e tortuosa de ressentimentos e comportamentos resistentes. |
| Negativista abrasivo     | Incluindo características sádicas                    | Contencioso, intransigente, rebelde e briguento; irritável, cáustico, degradante, corrosivo e áspero, contraditório e depreciativo; poucos escrúpulos e pouca consciência ou remorso. (não é mais um diagnóstico válido no DSM)                  |

## Tratamento
O psiquiatra Kantor sugere uma abordagem de tratamento usando métodos terapêuticos psicodinâmicos, de suporte, cognitivos, comportamentais e interpessoais . Esses métodos aplicam-se tanto à pessoa passivo-agressiva quanto à vítima-alvo.

## História
Na primeira versão do Manual Diagnóstico e Estatístico de Transtornos Mentais, DSM-I, em 1952, a passivo-agressividade era definida de forma restrita, agrupada com a passivo-dependência .
O DSM-III-R declarou em 1987 que o transtorno de personalidade passivo-agressiva é caracterizada por, entre outras coisas, "deixar de lavar a roupa ou de abastecer a cozinha com comida por causa de procrastinação e de demora".